# Baiona
Pour les articles homonymes, voir Bayona.
Pour la ville en France, voir Bayonne.
Baiona, ou Bayona, est une commune de la province de Pontevedra en Galice (Espagne). La population recensée en 2007 est de 11 839 habitants.

## Paroisses
La commune est composée de six paroisses : Baíña (Santa Mariña), Baiona (Santa María de Fóra), Baiona (Santa María), Baredo (Santa María), Belesar (San Lourenzo) et A Ramallosa (Santa Cristina).

## Histoire

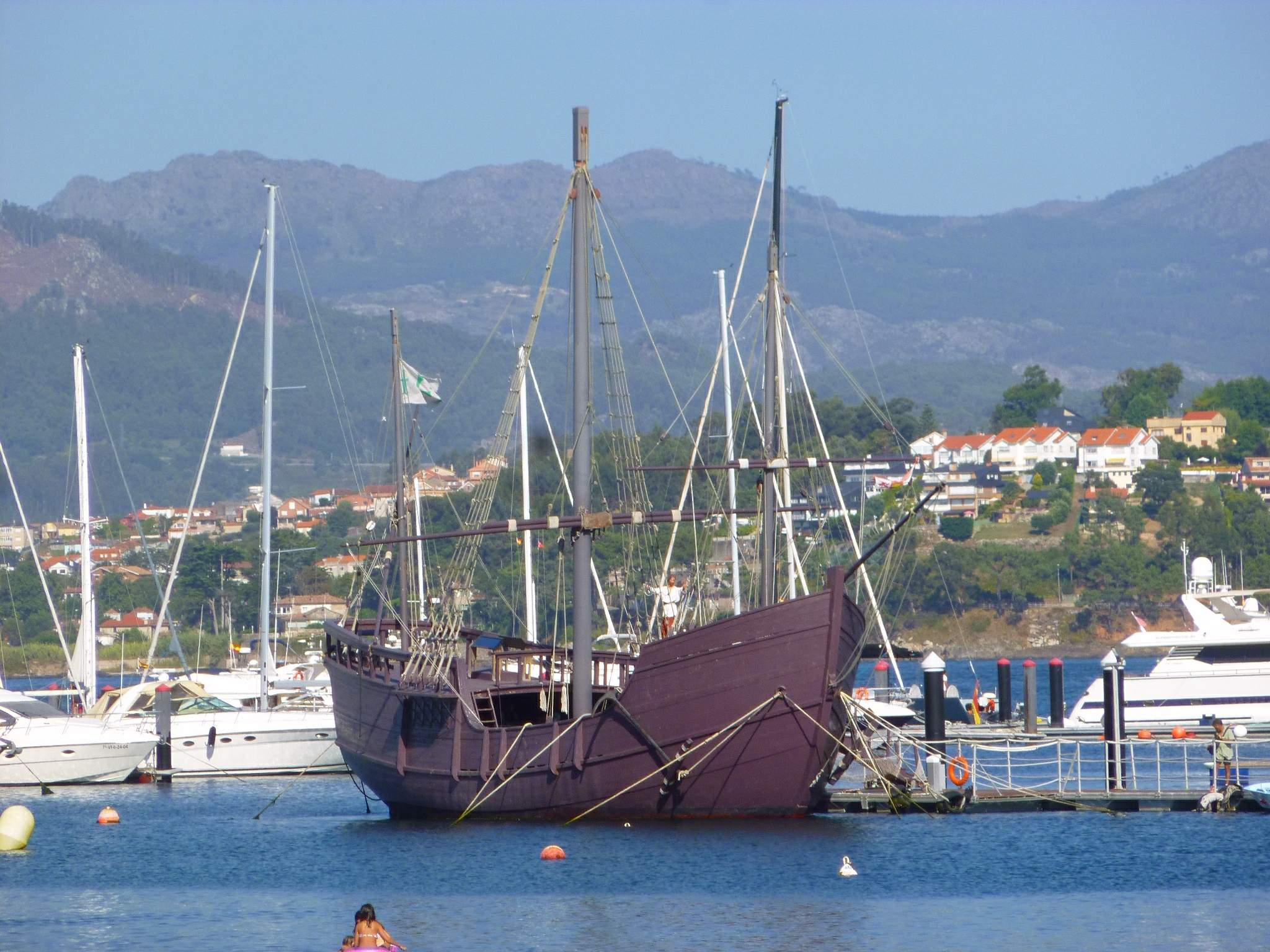
La réplique de la Pinta.

Baiona est fondée en 140 av. J.-C. par Diomède d'Étolie, fils de Tideo, fondateur de Tui.
Baiona est la première localité européenne, à avoir appris la nouvelle de la découverte par Christophe Colomb de ce que le navigateur considérait, à tort, comme la route des Indes. En effet, c'est le 1er mars 1493 que la Pinta de Martín Alonso Pinzón entre dans le port de Baiona, trois jours avant que la Niña et Colomb n'arrivent à Lisbonne. Un musée de Baiona commémore l'évènement. Depuis 1992, une réplique de la caravelle construite pour le cinquième centenaire de la découverte de l'Amérique reste amarrée pour les visiteurs à un quai du port. Avec la fête de l'Arrivée, la commune célèbre chaque année, le premier week-end de mars, le retour du navire.
En 1585, le corsaire anglais Francis Drake bombarde la ville pour la piller mais il est repoussé par ses habitants.

## Patrimoine historique et culturel
- Le château de Monterreal.

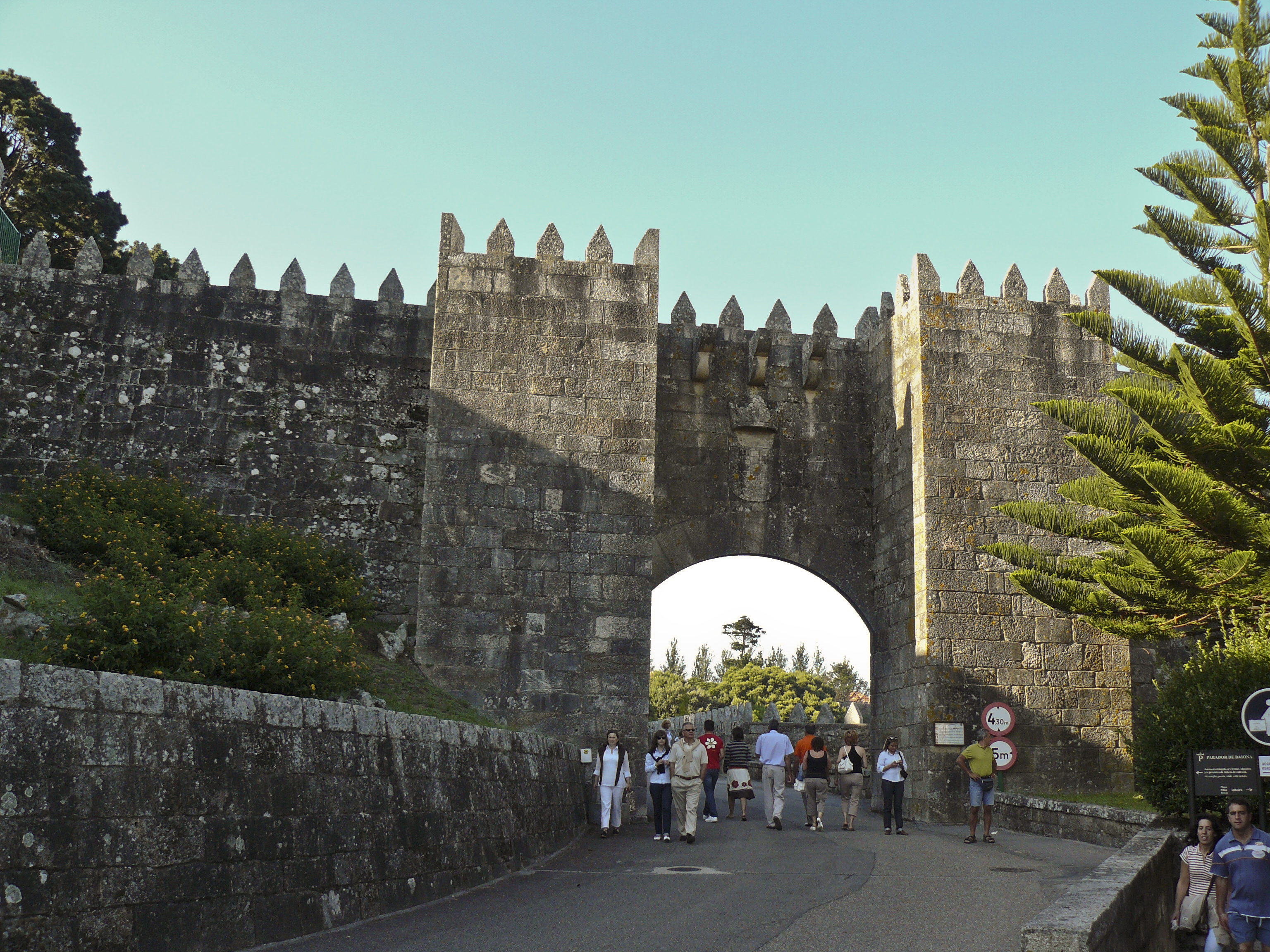
Entrée principale du château de Monterreal.

- Les pétroglyphes de Outeiro dos Lameiros.

## Jumelages
- Palos de la Frontera (Espagne) depuis 1977
- Santa Fe (Espagne)
- Pornic (France) depuis 1997
- Holguín (Cuba)